# Storlugnet
Storlugnet är en sjö i Rättviks kommun i Dalarna och ingår i Ljusnans huvudavrinningsområde. Sjön har en area på 0,149 kvadratkilometer och ligger 297,4 meter över havet. Sjön avvattnas av vattendraget Håvaån (Kroksjöån).

## Delavrinningsområde
Storlugnet ingår i det delavrinningsområde (682115-146259) som SMHI kallar för Inloppet i Lillhåvasjön. Medelhöjden är 328 meter över havet och ytan är 8,55 kvadratkilometer. Räknas de 24 avrinningsområdena uppströms in blir den ackumulerade arean 192,83 kvadratkilometer. Håvaån (Kroksjöån) som avvattnar avrinningsområdet har biflödesordning 3, vilket innebär att vattnet flödar genom totalt 3 vattendrag innan det når havet efter 163 kilometer. Avrinningsområdet består mestadels av skog (45 procent) och sankmarker (30 procent). Avrinningsområdet har 0,15 kvadratkilometer vattenytor vilket ger det en sjöprocent på 8,5 procent.